# 이병휘 (1851년)
이병휘(李秉煇, 1851년 음력 6월 13일 ~ ?)는 대한제국과 일제강점기의 관료이다.

## 생애
한학을 공부하여 1883년에 토막을 맡는 관청인 선공감 감역으로 임용되었다. 9품의 하급 관리였다. 1886년에는 호위무사인 별군직에 임명되었고, 이듬해 6품으로 승급하였다. 1889년에도 정3품의 내금장에 오르는 등 무관 벼슬을 지냈다.
1896년에 경상남도 시찰관과 법부 형사국장을 거쳐 제주도 목사로 발령받았다. 제주목사로 재직할 때 제주도에서 방성칠란으로 불리는 민란이 일어났다. 이병휘는 조세를 수탈하고 뇌물을 수수하는 등 부패한 행정으로 민란의 원인을 제공한 혐의를 받아 체포되었고, 태형을 선고받기도 했다.
제주목사로서 실정을 저질러 관직에서 물러나고 처벌을 받았으나, 1906년에 한성재판소 수반판사로 복귀하였고, 1907년부터 전라남도 영암군 군수로 재직하였다. 품계는 정3품이었다.
1910년에 한일 병합 조약이 체결되면서 조선총독부 관리로 이동하였다. 조선총독부 군수로서 순천군, 곡성군, 진도군에서 차례로 근무하였다. 총독부는 대한제국 군수 출신들을 1914년까지 대거 정리하였으나, 이병휘는 1920년 양력 8월에 휴직 형식으로 퇴임할 때까지 약 10년 동안 총독부 군수를 지냈다.
순천군수로 재직하던 1912년에 일본 정부로부터 한국병합기념장을 수여받았으며, 퇴관 당시 종6위에 서위되어 있었다.
2008년 민족문제연구소가 발표한 친일인명사전 수록예정자 명단 중 관료 부문에 포함되었다.

## 같이 보기
- 방성칠란

## 참고 자료
- 이병휘(李秉煇) - 국사편찬위원회